# Nikolái Tijomírov
Nikolái Ivánovich Tijomírov (en ruso: Никола́й Ива́нович Тихоми́ров, es el nombre clandestino por el que pasó a ser conocido; su nombre real era Nikolái Víktorovich Sletov, en ruso: Николай Викторович Слетов) (Moscú, noviembre de 1859-Leningrado, 28 de abril de 1930), fue un inventor ruso de la etapa soviética, especialista en el campo de los cohetes. Fue nombrado Héroe del Trabajo Socialista.

## Biografía
Nacido en Moscú en 1859, Tijomírov siguió los cursos de física matemática de la Universidad de Moscú, donde se especializó en química. Trabajó en el laboratorio técnico de la citada universidad y en la Universidad de Kiev (en el laboratorio del profesor N. A. Bunge), dando conferencias populares sobre «Los nutrientes y el sabor de las sustancias».
Aplicó sus conocimientos químicos en distintas áreas de la industria, primero como ayudante del director de la fábrica textil Babkinyj, y a continuación en el campo de la producción de azúcar, trabajando como químico jefe de las fábricas de azúcar Tereschenko, donde desarrolló un sistema de filtros de lavado automático de amplia utilización internacional en el procesamiento de productos alimentarios.
Entre sus primeros inventos figuran un proyectil a reacción (1894), un sistema de cohetes para la marina (1912), y un segundo sistema de proyectiles a reacción para utilizarse en el agua o en el aire (1915).
Proponía como sistema de reacción para impulsar misiles utilizar el movimiento de los gases durante la combustión de líquidos inflamables o explosivos en combinación con el aire de la atmósfera.
Su misil de 1915 recibió la aprobación de Nikolái Zhukovski (por entonces presidente de la Comisión de Investigación Militar-Industrial). La invención fue sometida a un nuevo examen, y a principios de 1921 se reconoció su gran potencial bélico.
En 1921 impulsó la creación de un laboratorio para el desarrollo de las «proyectiles autopropulsados», que posteriormente pasaría a denominarse Laboratorio de Dinámica de Gases (GDL). Las actividades del laboratorio se dirigieron inicialmente al diseño de cohetes de pólvora sin humo. La pólvora convencional utilizada hasta entonces en los cohetes no ofrecía las características requeridas de alcance y vuelo estable. Los especialistas del laboratorio desarrollaron un tipo de pólvora sin humo a base de piroxilina en polvo en un disolvente no volátil, trotyl, que se distinguía por la potencia y la estabilidad de su combustión. 
Entre 1926 y 1930 vivió en el número 92 de la avenida Nevsky de Leningrado, ciudad en la que murió en 1930. Está enterrado en Moscú, en el  cementerio de Vagankovo.

## Reconocimientos
- En 1970, la Unión Astronómica Internacional denominó el cráter Tikhomirov de la cara oculta de la Luna con su nombre.[2]
- En 1971 se erigió en Moscú un monumento en su honor.
- En el edificio de la Avenida Nevsky 92 de San Petersburgo, se instaló en 1987 una placa conmemorativa en su memoria..[3]
- En 1991 le fue concedido póstumamente el título de Héroe del Trabajo Socialista por el desarrollo de misiles..[4]